# Heiko Szonn
Heiko Szonn (Forst, 23 de junio de 1976) es un deportista alemán que compitió en ciclismo en la modalidad de pista, especialista en la prueba de persecución por equipos.
Ganó una medalla de bronce en el Campeonato Mundial de Ciclismo en Pista de 1996, en la prueba de persecución por equipos.
Participó en los Juegos Olímpicos de Atlanta 1996, ocupando el sexto lugar en persecución individual y el noveno lugar en persecución por equipos.

## Medallero internacional
| Campeonato Mundial | Campeonato Mundial       | Campeonato Mundial | Campeonato Mundial      |
| Año                | Lugar                    | Medalla            | Competición             |
| ------------------ | ------------------------ | ------------------ | ----------------------- |
| 1996               | Mánchester (Reino Unido) | Medalla de bronce  | Persecución por equipos |